# الیکا، محله کوسالو
الیکا، محله کوسالو (به لاتین: Allika, Kuusalu Parish) یک روستا در استونی است که در دهستان کوسالو واقع شده‌است.